# Partecipanti a La Tropicale Amissa Bongo 2020
In questa voce sono riportati i corridori iscritti alla quindicesima edizione de La Tropicale Amissa Bongo. I ciclisti partiti da Bitam sono stati 90 (6 per ogni squadra, quindi 15 squadre), mentre quelli giunti sul traguardo finale di Libreville sono stati 72.

## Corridori per squadra
È riportato l'elenco dei corridori iscritti, il loro numero di gara e il loro risultato; sotto in legenda vengono riportati i dettagli dell'elenco.
| Total Direct Énergie | Total Direct Énergie     | Total Direct Énergie | Ruanda                      | Ruanda                      | Ruanda                      | Natura4Ever-Roubaix   | Natura4Ever-Roubaix         | Natura4Ever-Roubaix   |
| -------------------- | ------------------------ | -------------------- | --------------------------- | --------------------------- | --------------------------- | --------------------- | --------------------------- | --------------------- |
| 1                    | Lorrenzo Manzin          | 34º                  | 51                          | Joseph Areruya              | 42º                         | 101                   | Julien Antomarchi           | 23º                   |
| 2                    | Leonardo Bonifazio       | R 2ª                 | 52                          | Samuel Mugisha              | 39º                         | 102                   | Thibault Ferasse            | 38º                   |
| 3                    | Jérémy Cabot             | 6º                   | 53                          | Moise Mugisha               | R 6ª                        | 103                   | Pierre Idjouadiene          | 45º                   |
| 4                    | Marlon Gaillard          | R 7ª                 | 54                          | Didier Munyaneza            | R 6ª                        | 104                   | Jordan Levasseur            | 1º                    |
| 5                    | Damien Gaudin            | 8º                   | 55                          | Rnus Byiza Uhiriwe          | 16º                         | 105                   | Christophe Masson           | 27º                   |
| 6                    | Fabien Grellier          | 57º                  | 56                          | Jean Claude Nzafashwanayo   | R 6ª                        | 106                   | Emiel Vermeulen             | 28º                   |
| Gabon                | Gabon                    | Gabon                | BAI-Sicasal-Petro de Luanda | BAI-Sicasal-Petro de Luanda | BAI-Sicasal-Petro de Luanda | Burkina Faso          | Burkina Faso                | Burkina Faso          |
| 11                   | Loïc Askia Demaka        | FTM 3ª               | 61                          | Carlos Oyarzún              | 7º                          | 111                   | Abdoul Aziz Nikiéma         | 55º                   |
| 12                   | Randy Lekibi             | FTM 3ª               | 62                          | Dário António               | 50º                         | 112                   | Mathias Sorgho              | 63º                   |
| 13                   | Glenn Morgan Moulingui   | 69º                  | 63                          | Hévio Jamba Lemos           | 58º                         | 113                   | Paul Daumont                | 60º                   |
| 14                   | Farel Orphe Mba Tounkara | FTM 1ª               | 64                          | Zacarias Adilson Monteiro   | 68º                         | 114                   | Bachirou Nikiema            | 62º                   |
| 15                   | Geoffroy Ngandamba       | 53º                  | 65                          | Gabriel Cole                | 35º                         | 115                   | Souleymane Kone             | 54º                   |
| 16                   | Ghislain Ndong-Beyeme    | 59º                  | 66                          | Bruno Araujo                | 37º                         | 116                   | Sadou Diallo                | R 3ª                  |
| Cofidis              | Cofidis                  | Cofidis              | Algeria                     | Algeria                     | Algeria                     | Dukla Banská Bystrica | Dukla Banská Bystrica       | Dukla Banská Bystrica |
| 21                   | Natnael Berhane          | 44º                  | 71                          | Youcef Reguigui             | 4º                          | 121                   | Patrik Tybor                | 11º                   |
| 22                   | Eddy Finé                | 25º                  | 72                          | Azzedine Lagab              | 9º                          | 122                   | Lukáš Kubiš                 | 29º                   |
| 23                   | Victor Lafay             | 20º                  | 73                          | Nassim Saidi                | R 4ª                        | 123                   | Marek Čanecký               | 61º                   |
| 24                   | Emmanuel Morin           | 3º                   | 74                          | Abderrahmane Mansouri       | 67º                         | 124                   | Martin Vlčák                | NP 6ª                 |
| 25                   | Pierre-Luc Périchon      | 26º                  | 75                          | Yacine Hamza                | 22º                         | 125                   | Ján Andrej Cully            | R 3ª                  |
| 26                   | Attilio Viviani          | 32º                  | 76                          | Oussama Chablaoui           | 40º                         | 126                   | Juraj Bellan                | NP 6ª                 |
| Eritrea              | Eritrea                  | Eritrea              | ProTouch Sports             | ProTouch Sports             | ProTouch Sports             | Camerun               | Camerun                     | Camerun               |
| 31                   | Dawit Yemane             | 12º                  | 81                          | Reynard Butler              | R 7ª                        | 131                   | Clovis Kamzong              | 33º                   |
| 32                   | Sirak Tesfom             | 18º                  | 82                          | Jayde Julius                | 15º                         | 132                   | Michel Tientcheu            | 46º                   |
| 33                   | Robel Michael            | 48º                  | 83                          | Rohan Du Plooy              | 52º                         | 133                   | Arthuce Jodele Tella        | 65º                   |
| 34                   | Natnael Tesfatsion       | 2º                   | 84                          | Hendrik Kruger              | 13º                         | 134                   | Hervé Raoul Mba             | 51º                   |
| 35                   | Henok Mulubrhan          | 5º                   | 85                          | Calvin Beneke               | R 7ª                        | 135                   | Rodrigue Eric Kuere Nounawe | 47º                   |
| 36                   | Mekseb Debesay           | 19º                  | 86                          | Gustav Basson               | 36º                         | 136                   | Sadikou Jérémie Kossoko     | 70º                   |
| Nippo Delko Provence | Nippo Delko Provence     | Nippo Delko Provence | Marocco                     | Marocco                     | Marocco                     | Costa d'Avorio        | Costa d'Avorio              | Costa d'Avorio        |
| 41                   | Fumiyuki Beppu           | 14º                  | 91                          | Mohcine El Kouraji          | 21º                         | 141                   | Isiaka Cissé                | 17º                   |
| 42                   | Biniam Girmay            | 31º                  | 92                          | Youssef Bdadou              | R 2ª                        | 142                   | Karamoko Bamba              | 43º                   |
| 43                   | Justin Jules             | 41º                  | 93                          | Oussama Khafi               | 24º                         | 143                   | Abou Sanogo                 | 71º                   |
| 44                   | Riccardo Minali          | 49º                  | 94                          | Adil El Arbaoui             | 56º                         | 144                   | Amadou Lengani              | R 2ª                  |
| 45                   | Ramūnas Navardauskas     | 10º                  | 95                          | Yasser Tahiri               | 64º                         | 145                   | Adama Yossi                 | R 6ª                  |
| 46                   | Atsushi Oka              | 66º                  | 96                          | El Houcaine Sabbahi         | 30º                         | 146                   | Souleymane Traore           | 72º                   |

### Legenda
| Legenda       | Legenda                                                          | Legenda       | Legenda                                                  |
| ------------- | ---------------------------------------------------------------- | ------------- | -------------------------------------------------------- |
| Dorsale       | Dorsale di partenza del ciclista                                 | Posizione     | Posizione finale nella classifica generale               |
| Maglia gialla | Indica il vincitore della classifica generale                    | Maglia verde  | Indica il vincitore della classifica dei GPM             |
| Maglia rosa   | Indica il vincitore della classifica a punti                     | Maglia bianca | Indica il vincitore della classifica dei giovani         |
| NP            | Indica un ciclista che non è ripartito in una tappa              | R             | Indica un ciclista che si è ritirato in una tappa        |
| FTM           | Indica un ciclista che ha concluso una tappa fuori tempo massimo | EX            | Corridore escluso per non aver rispettato il regolamento |

## Ciclisti per nazione
Le nazionalità rappresentate nella manifestazione sono 17; in tabella il numero dei ciclisti suddivisi per la propria nazione di appartenenza:
| Numero ciclisti | Nazione                                                                                       |
| --------------- | --------------------------------------------------------------------------------------------- |
| 15              | Francia                                                                                       |
| 8               | Eritrea                                                                                       |
| 6               | Algeria, Burkina Faso, Camerun, Costa d'Avorio, Gabon, Marocco, Ruanda, Slovacchia, Sudafrica |
| 5               | Angola                                                                                        |
| 3               | Italia                                                                                        |
| 2               | Giappone                                                                                      |
| 1               | Belgio, Cile, Lituania                                                                        |